# Svartabborrtjärnen (Ramsele socken, Ångermanland, 704520-153640)
Svartabborrtjärnen är en sjö i Sollefteå kommun i Ångermanland och ingår i Ångermanälvens huvudavrinningsområde.